# Tour de França de 1921
El Tour de França de 1921 fou la quinzena edició del Tour de França i es disputà entre el 26 de juny i el 24 de juliol de 1921, sobre un recorregut de 5.484 km, distribuïts en 15 etapes. La cursa fou guanyada pel belga Léon Scieur a una velocitat mitjana de 24,720 kilòmetres per hora. Els ciclistes belgues tornaren a dominar la cursa edició, gràcies, en part, a l'absència dels germans Pélissier, enfrontats amb l'organització del Tour. La victòria de Scieur va ser indiscutible i tot i que Hector Heusghem se li va acostar en finalitzar la sisena etapa, posteriorment va tornar a perdre temps. L'organització va intentar diverses opcions perquè els ciclistes ataquessin més, però no se'n va sortir.

## Canvis respecte a l'edició anterior
El Tour de França de 1920 havia estat dominat pels ciclistes belgues, que van guanyar dotze de les quinze etapes, i van ocupar les set primeres posicions de la classificació general. Els ciclistes francesos Henri i Francis Pélissier havien abandonat la cursa després que Henri rebés una penalització per part de l'organització per un canvi de pneumàtic irregular. De resultes d'aquest enfrontament els germans Pélissier no van prendre la sortida al Tour de França de 1921. En aquesta edició es van inscriure per participar en la cursa dos veterans ciclistes: Ernest Paul i Lucien Pothier, ambdós de quaranta anys. Paul havia disputat el seu primer Tour de França el 1908, mentre Pothier havia disputat ja el primer Tour de França, el 1903, en què va acabar segon.
El guanyador de 1920, Philippe Thys, el millor ciclista del moment, s'estava recuperant d'una malaltia i no podia lluitar per la victòria. Jaume Janer fou l'únic representant català al Tour, repetint l'experiència de l'any anterior.
L'impacte econòmic de la Primera Guerra Mundial encara no havia acabat i, com en edicions anteriors, els equips no foren patrocinats per marques, sinó que havien aglutinat les seves forces sota el nom La Sportive. Els ciclistes es van dividir en dues categories, la 1ère class (primera classe), els professionals, i la 2ème classe (segona classe), els amateurs. Així, dels 123 ciclistes que van prendre la sortida 24 eren de la 1a categoria i 99 de la segona. En aquesta edició alguns ciclistes de la segona classe acabarien millor classificats que alguns ciclistes professionals.
El Tour de França de 1921 va veure la introducció de la premsa estrangera, que seguia la cursa en els seus propis cotxes, així com els dorsals dels ciclistes adossats a les bicicletes en unes petites plaques de zinc.

## Recorregut
El Tour de França de 1921 va utilitzar el mateix format que es venia emprant des de 1910, i que continuaria fins al 1924: quinze etapes amb un recorregut superior als 5.000 km, seguint el perímetre de França, amb sortida i arribada a París.
Toló i Ginebra substitueixen Ais de Provença i Gex com a viles que reben una etapa. Per cinquena vegada el Tour s'inicia en direcció oest, per arribar a París per l'est.

## Desenvolupament de la cursa

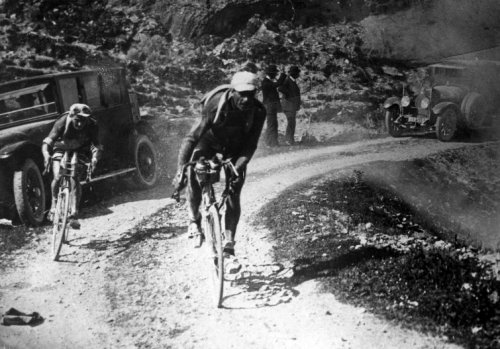
Léon Scieur durant el Tour de França de 1921.

En general aquesta edició no va tenir gran emoció ni grans gestes, cosa que preocupà l'organitzador del Tour i propietari del diari, Henri Desgrange, el qual sancionà als ciclistes que, segons el seu punt de vista, no eren prou combatius.
En la primera etapa Honoré Barthélémy va arribar a patir fins a onze punxades. Amb tot, acabà segon de l'etapa rere Louis Mottiat, amb Léon Scieur en tercera posició. En la segona etapa, guanyada per Romain Bellenger, Scieur acabà en segona posició, gairebé una hora abans que Mottiat i Barthélémy, per la qual cosa Scieur passà a liderar la cursa. Scieur augmentà les diferències al capdavant de la classificació en guanyar en solitari la tercera etapa, deixant el seu immediat perseguidor, Hector Heusghem, a 12' 38". En la quarta i cinquena etapes, ambdues guanyades per Mottiat, Scieur augmentà el seu avantatge fins a gairebé mitja hora.
En la sisena etapa, la primera d'alta muntanya de la present edició, Hector Heusghem es va escapar en l'ascensió al Tourmalet, passant en solitari pel cim i arribant en solitari a Luishon amb 24 minuts de diferència després de superar també l'Aspin i Pèira Sorda. Això va fer que la diferència entre Scieur i Heusghem quedés en poc més de quatre minuts.
La setena i vuitena etapa no provocaren canvis en la general, però en la noveta etapa la cursa quedà sentenciada en perdre Heusghem deu minuts respecte Scieur. A partir d'aquest moment a Scieur li fou fàcil controlar la cursa, i a la resta de competidors sols els quedà lluitar per aconseguir alguna victòria d'etapa. En la desena etapa Scieur va punxar en l'ascensió al coll d'Allos, cosa que Heusghem va aprofitar per atacar, trencant la regla no escrita d'aprofitar-se de les avaries dels altres. Un enfurismat Scieur va sortir en persecució de Heusghem, una vegada reparada l'avaria, per un cop al seu costat acusar-lo de ser un mal educat, per més tard deixar-lo enrere i guanyar l'etapa amb sis minuts sobre Heusghem.
El públic francès va veure la segona victòria d'un ciclista nacional en l'onzena etapa, amb el triomf de Félix Goethals. En la dotzena el vencedor fou un altre francès, Honoré Barthélémy. Henri Desgrange estava enfadat amb els ciclistes per no intentar superar a Scieur, per la qual cosa va decidir que els ciclistes sortirien per separat en la tretzena etapa. Els ciclistes de la "segona categoria" sortirien dues hores abans que els patrocinats i professionals de la "primera categoria". Tot i que l'etapa va ser guanyada per un ciclista de la segona categoria, Félix Sellier, no hi hagué cap canvi en la classificació general, ja que Scieur i Heusghem arribaren junts. L'organització del Tour que els ciclistes de segona categoria sortissin dues hores més tard en la catorzena etapa, però aquests van amenaçar amb una vaga si no sortien plegats. Durant la catorzena etapa va tenir un incident remarcable, ja que Scieur va trencar una roda, amb onze dels seus radis. Segons les normes una peça de la bicicleta sols es podia reemplaçar quan la reparació era impossible. En no haver-hi cap comissari del Tour a prop que pogués comprovar la impossibilitat de reparar la roda Scieur se la va lligar a l'esquena i va córrer amb ella a sobre durant més de 300 km, cosa que li va deixar cicatrius a l'esquena que van durar anys. Tot i que en l'última etapa Scieur va arribar uns minuts darrere Heusghem, la seva victòria mai va estar en perill.
Per la seva banda Jaume Janer hagué d'abandonar durant la disputa de l'onzena etapa, poc abans de començar l'ascensió al Galibier, per culpa d'una forta indisposició que li provocà vòmits i còlics. Janer tingué un paper molt destacat tenint en compte les limitacions amb què comptava: arribà a París el dia abans de començar el Tour, no tenia cap acompanyant al seu costat i no entenia gaire el francès.

## Resultats

### Etapes
| Etapa | Data         | Recorregut                   | Km  | Vencedor d'etapa        | Líder de la general |
| ----- | ------------ | ---------------------------- | --- | ----------------------- | ------------------- |
| 1a    | 26 de juny   | París - Le Havre             | 388 | Louis Mottiat (BEL)     | Louis Mottiat (BEL) |
| 2a    | 28 de juny   | Le Havre - Cherbourg         | 364 | Romain Bellenger (FRA)  | Léon Scieur (BEL)   |
| 3a    | 30 de juny   | Cherbourg - Brest            | 405 | Léon Scieur (BEL)       | Léon Scieur (BEL)   |
| 4a    | 2 de juliol  | Brest - Les Sables d'Olonne  | 412 | Louis Mottiat (BEL)     | Léon Scieur (BEL)   |
| 5a    | 4 de juliol  | Les Sables d'Olonne - Baiona | 482 | Louis Mottiat (BEL)     | Léon Scieur (BEL)   |
| 6a    | 6 de juliol  | Baiona - Luishon             | 326 | Hector Heusghem (BEL)   | Léon Scieur (BEL)   |
| 7a    | 8 de juliol  | Luishon - Perpinyà           | 323 | Louis Mottiat (BEL)     | Léon Scieur (BEL)   |
| 8a    | 10 de juliol | Perpinyà - Toló              | 411 | Luigi Lucotti (ITA)     | Léon Scieur (BEL)   |
| 9a    | 12 de juliol | Toló - Niça                  | 272 | Firmin Lambot (BEL)     | Léon Scieur (BEL)   |
| 10a   | 14 de juliol | Niça – Grenoble              | 333 | Léon Scieur (BEL)       | Léon Scieur (BEL)   |
| 11a   | 16 de juliol | Grenoble - Ginebra           | 325 | Félix Goethals (FRA)    | Léon Scieur (BEL)   |
| 12a   | 18 de juliol | Ginebra - Estrasburg         | 371 | Honoré Barthélémy (FRA) | Léon Scieur (BEL)   |
| 13a   | 20 de juliol | Estrasburg - Metz            | 300 | Félix Sellier (BEL)     | Léon Scieur (BEL)   |
| 14a   | 22 de juliol | Metz - Dunkerque             | 433 | Félix Goethals (FRA)    | Léon Scieur (BEL)   |
| 15a   | 24 de juliol | Dunkerque - París            | 340 | Félix Goethals (FRA)    | Léon Scieur (BEL)   |

### Classificació general
La classificació general és calculada per la suma dels diferents temps parcials, sent el vencedor el ciclista que inverteix menys temps en fer el recorregut. Léon Scieur fou el vencedor final, el qual va rebre 15.000 francs. Inicialment els resultats de les dues categories en què es dividien els ciclistes anava per separat, però les fonts actuals combinen els resultats de les dues categories. El vencedor de la segona categoria, Victor Lenaers, s'emportà uns 20.000 francs durant la cursa.
| Classificació General | Classificació General   | Classificació General | Classificació General | Classificació General |
| Pos.                  | Ciclista                | Categoria             | Temps                 |                       |
| --------------------- | ----------------------- | --------------------- | --------------------- | --------------------- |
| 1                     | Leon Scieur (BEL)       | 1                     | 221h 50' 26"          |                       |
| 2                     | Hector Heusghem (BEL)   | 1                     | + 18' 36"             |                       |
| 3                     | Honore Barthelemy (FRA) | 1                     | + 2h 01' 00"          |                       |
| 4                     | Luigi Lucotti (ITA)     | 1                     | + 2h 39' 18"          |                       |
| 5                     | Hector Tiberghien (BEL) | 1                     | + 4h 33' 19"          |                       |
| 6                     | Victor Lenaers (BEL)    | 2                     | + 4h 53' 23"          |                       |
| 7                     | Léon Despontin (BEL)    | 2                     | + 5h 01' 54"          |                       |
| 8                     | Camille Leroy (BEL)     | 2                     | + 7h 56' 27"          |                       |
| 9                     | Firmin Lambot (BEL)     | 1                     | + 8h 26' 25"          |                       |
| 10                    | Félix Goethals (FRA)    | 1                     | + 8h 42' 26"          |                       |